# Tema (Ghana)
Tema è una città del Ghana situata nella regione della Grande Accra e capoluogo del distretto metropolitano di Tema. Si trova sulla costa atlantica a 25 chilometri ad est della capitale nazionale, Accra.
Tema è una città costruita sul sito di un piccolo villaggio di pescatori ed è cresciuta rapidamente dopo la costruzione di un grande porto nel 1961. Il porto di Tema è il porto principale del paese, si estende su un'area pari a 3,9 milioni di metri quadrati e vi approdano oltre 1500 navi all'anno. 
Il meridiano di Greenwich attraversa la città.